# Дениз Текин
Хатидже Дениз Текин (на турски: Hatice Deniz Tekin) е турска музикантка, авторка на песни. Когато е на 8-годишна възраст, започва да проявява интерес към музиката, започва да свири на пиано и флейта. По време на основното и средното си образование се присъединява към различни местни музикални групи. На 16-годишна възраст започва да изпълнява музика на живо в малки кафенета. В същото време тя споделя собствените си записи под прякора Daphead в различни музикални платформи и прави кавъри на известни песни, с което привлича внимание. През 2017 г. издава първия си студиен албум Kozakuluçka.

## Биография
Родена е на 7 юни 1997 г. в град Измир, Турция. Тя е дъщеря на държавен служител. Като малка нейните родители изучават стоматология и се налага да живее на различни места в Турция. Ранните си години прекарва в околия Конак на град Измир. После се премества с родителите си в град Мардин, където завършва основно училище. След това завършва средното и гимназиално си образование в град Газиантеп. Насърчена от баща си, тя проявява интерес музиката, започва да свири на пиано и флейта. В Газиантеп тя споделя произведенията си в платформи за споделяне на музика като „Саундклауд“ и привлича внимание. Нейните записи през този период са слушани между 1 и 7 милиона пъти в „Ютюб“. След като събира голям брой почитатели, тя изнася концерти в някои големи градове в Турция като Истанбул, Анкара, Измир и Анталия. В интервю през 2015 г. турският певец Калбен привлича вниманието към инструментите и гласа на Текин. По-късно тя се премества в Истанбул и учи западни езици и литература в Босфорския университет. През 2017 г., когато е на деветнадесет години, издава първия си студиен албум Kozakuluçka, който се състои от девет песни. В този албум тя прави подобни кавъри на песни като в Beni Vur от Ахмет Кая и Юсуф Хаялоглу. По-късно изпълнява редица песни заедно с Джан Озан. През 2022 г. заедно с Геева Флава и Дилан Балакай съставя втория си миниалбум, наречен Mana. Веднъж свири на бас китара за Яашлъ Амджа през 2023 г.
На 13 февруари 2024 г. Дениз Текин публикува в социалната мрежа „Инстаграм“, че прекратява своята комерсиална музикална кариера.